# Quintic Warrior
Quintic Warrior è un videogioco sparatutto a schermata fissa fantascientifico pubblicato nel 1983 per Commodore 64 dalla Quicksilva. Consiste nel dare la caccia a nemici su tutto lo schermo, mentre si evita il fuoco nemico proveniente dai bordi dell'area. Venne realizzato da Terry P. Watts, autore anche di Schizofrenia e Storm Warrior.

## Modalità di gioco
Il giocatore controlla una navicella sopra una griglia di puntini e può muoversi su tutto lo schermo e sparare in tutte le otto direzioni. Orde di mutanti (piccole creature dall'aspetto indefinito e di diversi colori) compaiono alla base dello schermo e avanzano lentamente verso l'alto e devono essere colpiti prima che raggiungano il lato superiore, altrimenti si perde all'istante la partita.
Lungo il bordo inferiore e i due bordi laterali scorrono tre cannoni laser, nello stile del più noto Gridrunner, che inseguono la navicella e sparano fasci di raggi verso l'alto e in orizzontale; un fascio solo è innocuo, ma se la navicella viene colta nell'area di incrocio tra un fascio orizzontale e uno verticale, si perde una vita. In caso di urto con un mutante si perde invece solo 1/10 dell'energia vitale e il mutante si distrugge. Progredendo nel gioco, compaiono altri tipi di nemici che sparano razzi dai bordi.